# Skandałci
Skandałci (mac. Скандалци, alb. Skandallca) – opuszczona wieś w gminie miejskiej Sztip w środkowej Macedonii Północny.

## Demografia
Według spisu ludności z 2002 we wsi Skandałci mieszkało 0 mieszkańców.